# The Ashes 1994-95
Il The Ashes 2010-11 è la 58ª edizione del prestigioso torneo di cricket The Ashes. La serie di 5 partite si è disputata in Australia tra il 25 ottobre 1994 e il 7 febbraio 1995 nelle città di Brisbane, Melbourne, Sydney, Adelaide e Perth.
La vittoria finale è andata per la quarta volta consecutiva alla selezione australiana che è riuscita ad imporsi per 3-1. La selezione oceanica è partita da favorita e infatti ha vinto nettamente i primi due test, poi è entrata in crisi ottenendo un draw nel terzo (che comunque ha garantito quanto minimo il pareggio della serie ela conservazione del trofeo) e perdendo il quarto, infine la selezione australiana si è ripresa nel quinto test vincendo nettamente partita e serie e conservando con pieno diritto l'urna delle ceneri.

## Squadre
| Inghilterra | Australia |
| --- | --- |
| - Mike Atherton(c) - Steve Rhodes (wk) - Joey Benjamin - John Crawley - Phillip DeFreitas - Neil Fairbrother - Angus Fraser - Mike Gatting - Darren Gough - Graham Gooch - Graeme Hick - Chris Lewis - Devon Malcolm - Martin McCague - Mark Ramprakash - Alec Stewart - Graham Thorpe - Phil Tufnell - Shaun Udal - Craig White | - Mark Taylor (c) - Ian Healy (wk) - Jo Angel - Michael Bevan - Greg Blewett - David Boon - Damien Fleming - Tim May - Craig McDermott - Glenn McGrath - Peter McIntyre - Michael Slater - Shane Warne - Mark Waugh - Steve Waugh |

## Ashes Series

### Test 1: Brisbane, 25-29 novembre 2010
| Data                | Luogo                                        |           |             | Risultato             |
| ------------------- | -------------------------------------------- | --------- | ----------- | --------------------- |
| 25-29 novembre 1994 | Brisbane Cricket Ground Brisbane, Queensland | Australia | Inghilterra | AUS vince di 184 runs |

| Innings | In battuta  | Al lancio   | Risultato                 | Note          |
| ------- | ----------- | ----------- | ------------------------- | ------------- |
| I       | Australia   | Inghilterra | 426/all out (120.2 overs) |               |
| II      | Inghilterra | Australia   | 167/all out (67.2 overs)  |               |
| III     | Australia   | Inghilterra | 248/8 (88 overs)          | Dichiarazione |
| IV      | Inghilterra | Australia   | 323/all out (137.2 overs) |               |

### Test 2: Melbourne, 24-29 dicembre 2010
| Data                | Luogo                                        |           |             | Risultato             |
| ------------------- | -------------------------------------------- | --------- | ----------- | --------------------- |
| 24-29 dicembre 1994 | Melbourne Cricket Ground Melbourne, Victoria | Australia | Inghilterra | AUS vince di 295 runs |

| Innings | In battuta  | Al lancio   | Risultato                 | Note          |
| ------- | ----------- | ----------- | ------------------------- | ------------- |
| I       | Australia   | Inghilterra | 279/all out (107.3 overs) |               |
| II      | Inghilterra | Australia   | 212/all out (83.4 overs)  |               |
| III     | Australia   | Inghilterra | 320/7 (124 overs)         | Dichiarazione |
| IV      | Inghilterra | Australia   | 92/all out (42.5 overs)   |               |

### Test 3: Sydney, 1-5 gennaio 1995
| Data              | Luogo                                              |             |           | Risultato |
| ----------------- | -------------------------------------------------- | ----------- | --------- | --------- |
| 1º-5 gennaio 1995 | Sydney Cricket Ground Sydney, Nuovo Galles del Sud | Inghilterra | Australia | DRAW      |

| Innings | In battuta  | Al lancio   | Risultato                 | Note                         |
| ------- | ----------- | ----------- | ------------------------- | ---------------------------- |
| I       | Inghilterra | Australia   | 309/all out (119.2 overs) |                              |
| II      | Australia   | Inghilterra | 116/all out (42.5 overs)  |                              |
| III     | Inghilterra | Australia   | 255/2 (72 overs)          | Dichiarazione                |
| IV      | Australia   | Inghilterra | 344/7 (121.4 overs)       | Esauriti i 5 giorni di gioco |

### Test 4: Adelaide, 26-30 gennaio 1995
| Data               | Luogo                                         |             |           | Risultato             |
| ------------------ | --------------------------------------------- | ----------- | --------- | --------------------- |
| 26-30 gennaio 1995 | Adelaide Oval Adelaide, Australia Meridionale | Inghilterra | Australia | ENG vince di 106 runs |

| Innings | In battuta  | Al lancio   | Risultato                 | Note |
| ------- | ----------- | ----------- | ------------------------- | ---- |
| I       | Inghilterra | Australia   | 353/all out (141.3 overs) |      |
| II      | Australia   | Inghilterra | 419/all out (121.5 overs) |      |
| III     | Inghilterra | Australia   | 328/all out (94.5 overs)  |      |
| IV      | Australia   | Inghilterra | 156/all out (61.1 overs)  |      |

### Test 5: Perth, 3-7 febbraio 1995
| Data              | Luogo                                    |           |             | Risultato                                |
| ----------------- | ---------------------------------------- | --------- | ----------- | ---------------------------------------- |
| 3-7 febbraio 1995 | WACA Ground Perth, Australia Occidentale | Australia | Inghilterra | AUS vince di 329 runs AUS VINCE LA SERIE |

| Innings | In battuta  | Al lancio   | Risultato                 | Note          |
| ------- | ----------- | ----------- | ------------------------- | ------------- |
| I       | Australia   | Inghilterra | 402/all out (135.5 overs) |               |
| II      | Inghilterra | Australia   | 295/all out (96.3 overs)  |               |
| III     | Australia   | Inghilterra | 345/8 (90.3 overs)        | Dichiarazione |
| IV      | Inghilterra | Australia   | 123/all out (41 overs)    |               |